# Relais ekiden
Le relais ekiden est une course à pied sur route d'origine japonaise.
Cette épreuve consiste en la succession de relais sur route par équipes de six relayeurs. Habituellement, la somme des diverses distances à parcourir par l’ensemble des candidats d’une équipe doit être égale à celle du marathon, soit 42,195 km ; dans ce cas, les six coureurs doivent successivement parcourir les distances suivantes : 5 km, 10 km, 5 km, 10 km, 5 km et pour finir 7,195 km. Ils se transmettent un témoin plus léger que celui des relais 4 × 100 m, pour ne pas entraver le coureur. Le témoin traditionnel est une écharpe en tissu appelée le tasuki.

## Histoire
Le concept remonte à l'ancien système de communication et de transport sur la route du Tōkaidō, dans lequel des relais-gare étaient disposés le long de la route. Dans cette course, chaque coureur d'une équipe parcourt la distance d'une gare à la suivante, et transmet le tasuki au relayeur suivant.
Le premier ekiden a été officiellement organisé en 1917, parrainé par le  quotidien japonais Yomiuri shinbun, et a duré trois journées, sur 508 km entre l'ancienne capitale japonaise, Kyoto, et la nouvelle, Tokyo, pour célébrer l'anniversaire du changement de capitale. Le mot a été inventé par le poète Toki Zemmaro (1885-1980) qui était le chef du bureau des affaires sociales du quotidien. Le vocable ekiden (駅伝) est une combinaison de deux kanjis : le premier (駅) signifie gare, et le second (伝) transmettre.
Un des plus célèbres ekiden a lieu sur deux jours, les 2 et 3 janvier, juste après le Nouvel An japonais (le shōgatsu), et consiste en un aller-retour entre Tokyo et Hakone (soit deux fois environ 110 km en tout), au pied du mont Fuji : le Hakone Ekiden. Chaque jour, il y a cinq relais, d'environ 20 km chacun. Les coureurs sont des étudiants des universités japonaises.

## Nature des compétitions
Il s'agit d’une épreuve d'athlétisme dans différentes compétitions internationales ou nationales, mais elle ne fait pas partie des épreuves des Jeux olympiques, ni de celles des Championnats du monde ou continentaux. Les premiers championnats d’ekiden ont été introduits en Europe en 1992.
Il existe des championnats nationaux de cette discipline. Le temps de qualification pour les équipes seniors hommes en France en 2006 était de deux heures et trente minutes. En Belgique également, un championnat d’ekiden se court à Bruxelles où aucun temps qualificatif n'est demandé.
Il existe aussi maintenant des ekiden en nature et non sur route.

## Records
Classement masculin, Classement féminin
| Région           | Genre | Performance     | Equipe                    | Date             | Lieu                 |
| ---------------- | ----- | --------------- | ------------------------- | ---------------- | -------------------- |
| Monde            | M     | 1 h 57 min 06 s | Kenya                     | 23 novembre 2005 | Chiba ( Japon)       |
| Monde            | F     | 2 h 11 min 41 s | Chine                     | 28 février 1998  | Pékin ( Chine)       |
| Afrique          | M     | 1 h 57 min 06 s | Kenya                     | 23 novembre 2005 | Chiba ( Japon)       |
| Afrique          | F     | 2 h 13 min 35 s | Kenya                     | 23 novembre 2006 | Chiba ( Japon)       |
| Amérique du Nord | M     | 1 h 59 min 08 s | États-Unis                | 23 novembre 2005 | Chiba ( Japon)       |
| Amérique du Nord | F     | 2 h 19 min 40 s | États-Unis                | 16 avril 1994    | Litóchoro ( Grèce)   |
| Amérique du Sud  | M     | 2 h 04 min 50 s | Brésil                    | 19 avril 1988    | Manaus ( Brésil)     |
| Amérique du Sud  | F     | 2 h 32 min 55 s | Brésil                    | 18 avril 1998    | Manaus ( Brésil)     |
| Asie             | M     | 1 h 58 min 58 s | Japon                     | 23 novembre 2005 | Chiba ( Japon)       |
| Asie             | F     | 2 h 11 min 41 s | Chine                     | 28 février 1998  | Pékin ( Chine)       |
| Europe           | M     | 2 h 02 min 37 s | Belgique                  | 11 novembre 2022 | Tongeren ( Belgique) |
| Europe           | F     | 2 h 14 min 51 s | Russie                    | 23 novembre 2006 | Chiba ( Japon)       |
| Océanie          | M     | 2 h 27 min 01 s | Papouasie-Nouvelle-Guinée | 19 avril 1988    | Manaus ( Brésil)     |
| Océanie          | F     |                 |                           |                  |                      |